# Mölltorps socken
Mölltorps socken i Västergötland ingick i Vadsbo härad, ingår sedan 1971 i Karlsborgs kommun och motsvarar från 2016 Mölltorps distrikt.
Socknens areal är 78,06 kvadratkilometer varav 66,78 land. År 2000 fanns här 1 450 invånare.  En del av tätorten Mölltorp med sockenkyrkan Mölltorps kyrka ligger i socknen.

## Administrativ historik
Socknen har medeltida ursprung. Ur församlingen utbröts 6 augusti 1831 Karlsborgs garnisonsförsamling. 
Vid kommunreformen 1862 övergick socknens ansvar för de kyrkliga frågorna till Mölltorps församling och för de borgerliga frågorna bildades Mölltorps landskommun. Ur församlingen och landskommunen utbröts en del 1885 för att bli del av de då bildade Karlsborgs församling och Karlsborgs landskommun. Mölltorps landskommun utökades 1952 och upplöstes 1971 då denna del uppgick i Karlsborgs kommun.
1 januari 2016 inrättades distriktet Mölltorp, med samma omfattning som församlingen hade 1999/2000.
Socknen har tillhört län, fögderier, tingslag och domsagor enligt vad som beskrivs i artikeln Vadsbo härad. De indelta soldaterna tillhörde Skaraborgs regemente, Södra Vadsbo kompani.

## Geografi
Mölltorps socken ligger väster om Karlsborg vid Vättern kring Kyrksjön och med en sydostlig vik av sjön Viken i nordost. Socknen är en kuperad skogsbygd med inslag av odlingsbygd. 
Inom socknen ligger Vaberget med Vabergets fästning.

## Fornlämningar
Lösfynd från stenåldern är funna.

## Namnet
Namnet skrevs 1437 Mölnatorp och kommer från gården Mölltorp. Efterleden är torp, 'nybygge'. Förleden innehåller mölna, 'kvarn'.